# Americana (película de 2023)
Americana (anteriormente conocida como National Anthem) es una película de suspenso y crimen estadounidense de 2023, escrita y dirigida por Tony Tost. Está protagonizada por Sydney Sweeney, Paul Walter Hauser, Halsey, Eric Dane, Zahn McClarnon, Gavin Maddox Bergman, Simon Rex, Derek Hinkey, Toby Huss y Harriet Sansom Harris.
Tuvo su estreno mundial en South by Southwest el 17 de marzo de 2023.

## Sinopsis
Cuando en un pequeño pueblo de Dakota del Sur cae en el mercado negro una rara camisa, las vidas de los forasteros y marginados locales se entrecruzan violentamente.

## Reparto
- Sydney Sweeney como Penny Jo Poplin.
- Paul Walter Hauser como Lefty Ledbetter
- Halsey como Mandy Starr.
- Eric Dane como Dillon MacIntosh.
- Zahn McClarnon como Ghost Eye.
- Gavin Maddox Bergman como Cal Starr.
- Simon Rex como Roy Lee Dean.
- Derek Hinkey como Hank Spears.
- Toby Huss como Pendleton Duvall.
- Harriet Sansom Harris como Tish.
- Donald Cerrone como Sheriff Cole Pickering.

## Producción
En febrero de 2022, Sydney Sweeney, Paul Walter Hauser, Halsey, Simon Rex, Gavin Maddox Bergman, Harriet Sansom Harris, Derek Hinkey, Eric Dane, Zahn McClarnon y Donald Cerrone se unieron al elenco de la película, con Tony Tost dirigiendo a partir de un guion que él mismo escribió.
El rodaje comenzó en febrero de 2022, en Nuevo México.

## Lanzamiento
Tuvo su estreno mundial en South by Southwest el 17 de marzo de 2023.